# Manawa
Manawa ist eine Kleinstadt (mit dem Status „City“) im Waupaca County im US-amerikanischen Bundesstaat Wisconsin. Im Jahr 2010 hatte Manawa 1371 Einwohner.

## Geografie
Manawa liegt im nordöstlichen Zentrum Wisconsins, rund 60 km nordwestlich des Lake Winnebago und rund 80 km westlich der Green Bay des Michigansees. Die Stadt liegt beiderseits des Little Wolf River, der über den Wolf River und den Fox River zum Einzugsgebiet des Michigansees gehört.
Die geografischen Koordinaten von Manawa sind 44°27′52″ nördlicher Breite und 88°55′11″ westlicher Länge. Das Stadtgebiet erstreckt sich über eine Fläche von 4,58 km² und wird vollständig von der Town of Little Wolf umgeben, ohne dieser anzugehören.
Nachbarorte von Manawa sind Symco (6,5 km nordnordöstlich), New London (20,2 km ostsüdöstlich), Weyauwega (19 km südlich), Waupaca (22 km südwestlich), Ogdensburg (11 km westlich), Iola (22 km westnordwestlich).
Die nächstgelegenen größeren Städte sind Green Bay am Michigansee (82 km östlich), Appleton (54,3 km ostsüdöstlich), Wisconsins größte Stadt Milwaukee (202 km südsüdöstlich), Chicago in Illinois (351 km in der gleichen Richtung), Wisconsins Hauptstadt Madison (188 km südsüdwestlich), Eau Claire (238 km westlich), die Twin Cities in Minnesota (372 km in der gleichen Richtung), Wausau (105 km nordwestlich), Duluth am Oberen See in Minnesota (466 km in der gleichen Richtung) und Sault Ste. Marie in der kanadischen Provinz Ontario (528 km nordöstlich, gegenüber von Sault Ste. Marie, Michigan).

## Verkehr
Der Wisconsin State Highway 110 führt in Nord-Süd-Richtung als Hauptstraße durch Manawa. Alle weiteren Straßen sind untergeordnete Landstraßen, teils unbefestigte Fahrwege sowie innerörtliche Verbindungsstraßen.
In Manawa befindet sich der nordwestliche Endpunkt einer Eisenbahnlinie für den Frachtverkehr der Canadian National Railway (CN).
In Nord-Süd-Richtung verläuft auf der Trasse einer ehemaligen Eisenbahnstrecke mit dem Tomorrow River State Trail ein Rail Trail für Wanderer, Reiter und Radfahrer. Im Winter kann der Wanderweg auch mit Langlaufski und Schneemobilen befahren werden.
Mit dem Central County Airport befindet sich 14 km nordwestlich ein kleiner Flugplatz. Die nächsten Verkehrsflughäfen sind der Austin Straubel International Airport von Green Bay (72 km östlich), der Outagamie County Regional Airport bei Appleton (49 km südöstlich) und der Central Wisconsin Airport bei Wausau (92 km nordwestlich).

## Bevölkerung
Nach der Volkszählung im Jahr 2010 lebten in Manawa 1371 Menschen in 584 Haushalten. Die Bevölkerungsdichte betrug 299,3 Einwohner pro Quadratkilometer. In den 584 Haushalten lebten statistisch je 2,28 Personen. 
Ethnisch betrachtet setzte sich die Bevölkerung zusammen aus 97,1 Prozent Weißen, 0,2 Prozent Afroamerikanern, 0,5 Prozent amerikanischen Ureinwohnern, 0,4 Prozent Asiaten sowie 1,0 Prozent aus anderen ethnischen Gruppen; 0,8 Prozent stammten von zwei oder mehr Ethnien ab. Unabhängig von der ethnischen Zugehörigkeit waren 2,0 Prozent der Bevölkerung spanischer oder lateinamerikanischer Abstammung. 
24,7 Prozent der Bevölkerung waren unter 18 Jahre alt, 59,2 Prozent waren zwischen 18 und 64 und 16,1 Prozent waren 65 Jahre oder älter. 50,5 Prozent der Bevölkerung waren weiblich.
Das mittlere jährliche Einkommen eines Haushalts lag bei 43.281 USD. Das Pro-Kopf-Einkommen betrug 23.170 USD. 14,6 Prozent der Einwohner lebten unterhalb der Armutsgrenze.